# Edmund Klemensiewicz

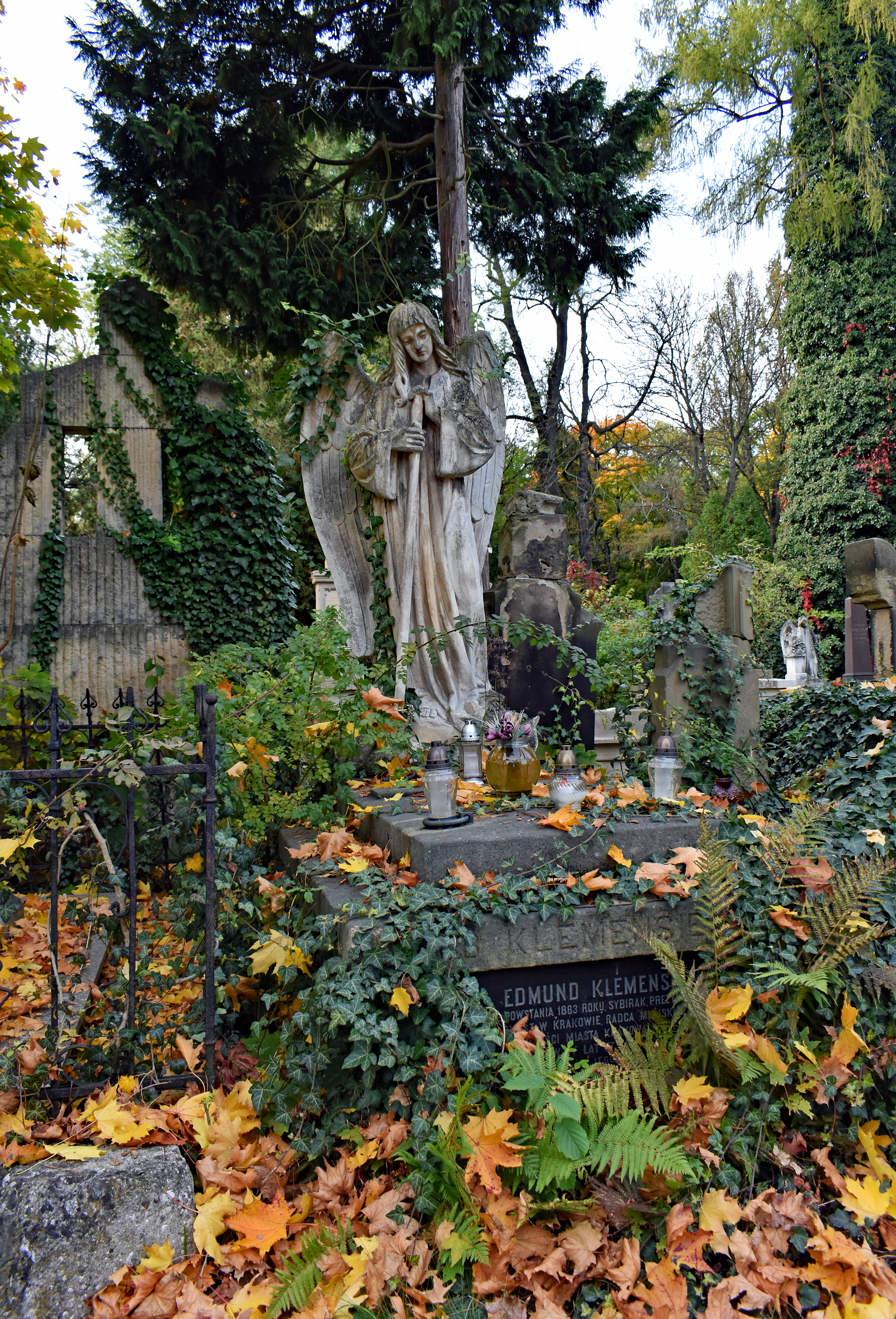
Grób Edmunda Klemensiewicza na cmentarzu Rakowickim

Edmund Klemensiewicz (ur. 16 września 1839 w Bochni, zm. 7 lipca 1916 w Krakowie) – prawnik, notariusz, urzędnik, poseł do Sejmu Krajowego Galicji.

## Życiorys
Był synem Wincentego urzędnika kopalni soli i Teofilii z domu Borzęckiej. W 1859 zdał maturę w Gimnazjum św. Anny w Krakowie. W latach 1859- 1863 studiował prawo na Uniwersytecie Jagiellońskim. Brał udział w powstaniu styczniowym 1863. Służył w oddziale Kurowskiego. Brał udział w walkach pod Sosnowcem i Miechowem. Został ranny. Po wzięciu do niewoli spędził "pewien czas na Sybirze".
Po powrocie dokończył studia. zaliczył praktyki i 17 lipca 1872 uzyskał nominację na notariusza. Pracował jako c.k. notariusz w Grybowie do 1896 roku. Gdy 17 stycznia 1895 powstało w Grybowie gniazdo Polskiego Towarzystwa Gimnastycznego „Sokół” został jego pierwszym prezesem. Działał też w krakowskim „Sokole” pełniąc funkcję zastępcy prezesa.
Od 1897 przeniesiony do Krakowa, gdzie dodatkowo przez wiele lat zasiadał w Radzie m. Krakowa, w Kasie Oszczędności miasta Krakowa pełnił funkcję prezesa. Od 1899 był prezesem wydziału muzycznego Towarzystwa „Harmonia”.
Sprawował mandat posła do Sejmu Krajowego Galicji VI i VII kadencji (1889–1901), wybrany z IV kurii okręgu wyborczego Grybów. Był przewodniczącym zarządu Polskiego Towarzystwa Demokratycznego w Krakowie. Należał do Towarzystwa Strzeleckiego, a w 1912 został Królem kurkowym.
W 1912 otrzymał Order Korony Żelaznej III klasy. W testamencie zapisał dom przy ul. św. Anny 5 Towarzystwu Szkoły Ludowej. Pochowany na cmentarzu Rakowickim w Krakowie.